# Віфа (тропічний шторм)
Тропічний шторм «Віфа» (англ. Tropical Storm Wipha), також відомий на Філіппінах як Тропічний шторм «Крісінг» (англ. Tropical Storm Crising) — сильний і смертоносний тропічний циклон, який торкнувся Південного Китаю та Північного В'єтнаму після перетину Північних Філіппін, Гонконгу та Макао в середині липня 2025 року.
Віфа сприяв посиленню південно-західного мусону і викликав повені та зсуви, які завдали величезних збитків Філіппінам, внаслідок чого загинуло 40 людей, а вісім людей зникли безвісти.

## Метеорологічна історія

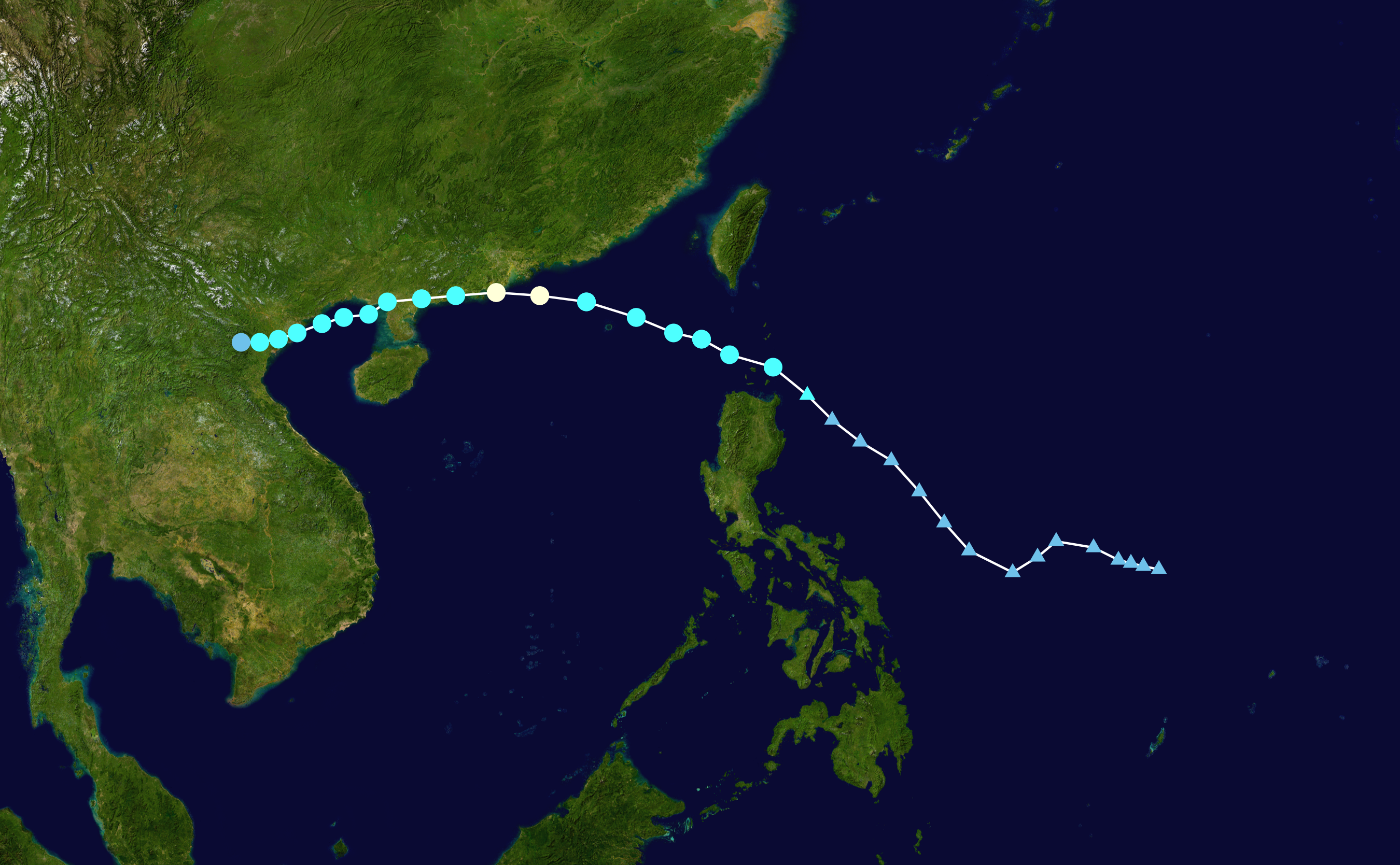
Карта шляху і інтенсивності Тропічного шторму Віфа

## Вплив
| Країна    | Кількість загиблих | Поранено | Зникли безвісти | Збиткі (USD) |
| --------- | ------------------ | -------- | --------------- | ------------ |
| Філіппіни | 40                 | 33       | 8               | $399 млн.    |
| Тайвань   | 1                  | 0        | 0               | Невідомий    |
| Гонконг   | 0                  | 33       | 0               | $255 млн.    |
| Макао     | 0                  | 5        | 0               | Невідомий    |
| Китай     | 2                  | 0        | 10              | Невідомий    |
| В'єтнам   | 7                  | 9        | 2               | $144 млн.    |
| Таїланд   | 2                  | 1        | 0               | Невідомий    |
| М'янма    | 4                  | 0        | Невідомий       | Невідомий    |
| Всього    | 56                 | 81       | 20              | $798 млн.    |

Віфа у поєднанні з штормами Франциско (Данте) і Комей (Емонг) сприяв посиленню південно-західного мусону, викликавши повені на Філіппінах і торкнувшись більше 8,6 мільйонів осіб, в 194 тисячі людей покинули свої домівки. Через шторм загинуло 40 людей, у тому числі дев'ять у Манілі, вісім у Калабарсоні, шість у Західних Вісайях, троє в регіонах Ілокос, Північному Мінданао, адміністративному регіоні Кордильєра та регіоні острова Негрос, по два загиблих в Центральному Лусоні, Мімаропі,  Біколі та долині Кагаян і по одному загиблому в регіонах Бангсаморо, Давао і Карага, ще 33 отримали поранення і вісім зникли безвісти. Збитки від циклону досягли 19,66 млрд. рупій (399,28 млн. доларів США), а 161 доріг та 17 мостів зазнали руйнуваннь. Близько 8466 будинків були зруйновані, а 64593 отримали пошкодження. Без електроенергії залишилось 76 муніципалітетів. Більше 100 внутрішніх рейсів було скасовано, а також по всій країні влада закрила 42 портів.